# Sidste weekend (film fra 2013)
|  | Denne artikel er oprettet af botten PalnaBot ud fra en ekstern database. Den kan derfor have sproglige fejl eller mangler. Denne skabelon kan fjernes efter kontrol af indholdet. |

 For alternative betydninger, se Sidste weekend. (Se også artikler, som begynder med Sidste weekend)
Sidste weekend er en kortfilm instrueret af Niels Holstein Kaa efter eget manuskript

## Handling
Pers ekskone har fundet en ny mand og vil nu tage deres to børn med til udlandet. I deres sidste weekend sammen tager Per børnene med på kanotur i Sverige, men hans forsøg på at holde sammen på familien mislykkedes, og midt i den svenske skov får desperationen tag i ham.